# Нотареско
Нотарѐско (на италиански: Notaresco, на местен диалект Nutarasc, Нутараск) е градче и община в Южна Италия, провинция Терамо, регион Абруцо. Разположено е на 267 m надморска височина. Населението на общината е 6979 души (към 2010 г.).